# Зара Мащенко
Зара Мащенко е българска художничка, известна като „Кралицата на цветята“. 

## Биография
Зара Мащенко е родена на 16 ноември 1936 г. в София. Тя е последно, девето дете в многолюдното семейство на Константин и Елена. Завършва Държавното хореографско училище, специалност „Балет“, но съдбата ѝ определя съвсем различно бъдеще. 
Всичко започва през 80-те години на XX век в Киев, Украйна. По това време Зара е омъжена за известния руски кинорежисьор Николай П. Мащенко. Една сутрин, след странен сън за своята майка, представящ я с картина и запалена свещ в ръка, Зара намира старинна рамка. Тя пожелава да пресъздаде видяното през нощта и моли съпруга си за необходимите ѝ материали за рисуване. Николай Мащенко намира само три цвята бои, платно с размерите на старата рамка, но забравя за четките. Въпреки това, още на следващата сутрин Зара е готова с картината.
Николай Мащенко е удивен от професионалното изпълнение и въздействие на платното. Той купува още 10 – 15 платна и казва: „Зара, ти трябва да продължиш да рисуваш!“ Зара отговаря: „Купи ми бои – маслени.“ Тя се затваря в хола на апартамента им и не го напуска два дни. Когато Зара отваря вратата, тя вече е променила съдбата си. Николай Мащенко е поканил приятели – художници, режисьори, актьори, без да е виждал какво е създала любимата му жена. Всички те единодушно оценяват с възторг нарисуваното и го обявяват за искрено, красиво и неповторимо.
Така се появява уникалната техника за рисуване с пръсти на Зара Мащенко, в която докосвайки, галейки платното се раждат над 5000 картини и над 70 самостоятелни изложби в България и чужбина: Австрия, Германия, Франция, Италия, Белгия, Кипър, Гърция, Бразилия, Русия.
Всяка творба на Зара Мащенко е с изключително усещане за живопис. Платната ѝ говорят за любов, красота, понякога и за тъга. Картините са психологически етюди, разказващи невероятна човешка история. Платната на Зара Мащенко говорят и с имената си: „Вечно ще те чакам“, „Обич“, „Прощавам ти за всичко“, „Мъдрост“, „Усещане за живот“ „Детски свят“. Чрез картините Зара Мащенко споделя и своята житейската философия, основана на много обич, вяра, надежда и доброта.
Зара Мащенко умира на 7 февруари 2019 г. в дома си в София.